# Torre Amador (Culla)
La Torre Amador de Culla, también conocida como Torre Madoc, es una torre defensiva que se encuentra ubicada en el denominado Paraje Mola, en el término municipal de Culla, en la comarca del Alto Maestrazgo, de la provincia de Castellón. Está catalogada como Bien de Interés Cultural según consta en la Dirección General de Patrimonio Artístico de la Generalidad Valenciana, contando con anotación ministerial número: R-I-51-0011320, y fecha de anotación 19 de enero de 2005.

## Historia
Culla es una población de remotos orígenes que llegan a épocas prehistóricas, lo cual queda patente en los restos arqueológicos y en las pinturas rupestres que se localizan en su demarcación.
Hasta el siglo XIII, con la conquista de los territorios por las tropas del rey Jaime I de Aragón, Culla estuvo bajo el dominio árabe. En 1233 fue reconquistada por Blasco de Alagón, recibiendo la Carta Puebla en 1244.
Como ocurriera con territorios de localidades cercanas, con el tiempo Culla acabó perteneciendo a la Orden del Temple, alrededor de 1303, pasando más tarde, al entrar en crisis la mencionada orden militar, a la Orden de Montesa.
En 1345 se produce el nacimiento de lo que se llamó La Setena de Culla o “Comunitat d’Herbatge” constituida por: Culla, Atzeneta, Vistabella, Benassal, Torre de Embesora, Benafigos y Vilar de Canes. Se trataba de una agrupación de municipios que llevó a cabo la compra de los derechos de explotación de los recursos pecuarios y forestales a la Orden de Montesa, que se estaba quedando con todas las posesiones de la Orden del temple, las cuales afectaban a todos los municipios de la Comunidad; con ello pretendían defender con más fuerza sus intereses ganaderos comunes, frente a los de la Orden de Montesa. Esta agrupación siguió en funcionamiento hasta mediados del siglo XIX. No puede perderse de vista que la principal actividad económica de la zona en esta época era la agricultura de secano (almendro, olivo, avellano, vid y cereales), y la ganadería, especialmente la extensiva (ovino, caprino, bovino) y, en mucha menor importancia, la ganadería intensiva sobre todo de porcino, avícola y apícola.
Durante el siglo XVIII se llevan a cabo en el núcleo antiguo de Culla grandes remodelaciones urbanísticas, como fueron la construcción de la iglesia, conocida como Iglesia parroquial del Salvador; la Ermita de San Cristóbal; así como obras de mejora y ampliación del núcleo urbano en general.
Durante las Guerras Carlistas, Culla fue un lugar constante enfrentamiento lo que produjo deterioro en parte de su casco antiguo, destacando entre las pérdidas el castillo, el cual quedó totalmente destrozado, quedando tal y como se contempla en la actualidad.

## Descripción
Culla tiene un término municipal caracterizado por una gran extensión de terreno marcadamente montañoso, lo que hacía eficaz la construcción de torres de vigilancia y defensa del terreno por lo estratégico de su emplazamiento. Por ello pueden observarse diseminadas por el término municipal un número considerable de este tipo de torres, como la Torre del Palomar, Torre de la Marquesa o la  Torre vigía de Sant Cristòfol.
La Torre Amador es también una de estas torre de vigilancia, que se ubica en uno de estos parajes agrícolas de secano, muy próxima a la carretera que une Culla con Torre Embesora. En su origen, la torre estaba bajo el dominio del castillo de Culla, que comprendía buena parte del norte de la provincia de Castellón, abarcando además pueblos y fortalezas como Culla, que era la capital de distrito; Adzaneta, Benafigos, Benasal, Corbó, Castellar, Molinell, Torre de Embesora, Villar de Canes, Villafranca del Cid y Vistabella.
La torre que da nombre a la masía a la que está unida, es de extrema sencillez arquitectónica; presenta planta cuadrada, con planta baja y dos alturas. El tejado es inclinado y el remate de las almenas en que acaban sus muros, piramidal. La fábrica es de mampostería reforzada en las esquinas por el uso de bloques de sillar. Presenta ventanas adinteladas. A la torre se añadió con posterioridad una masía A su alrededor se encuentra adosada la masía que pudo ser posterior a la erección de la torre.